# San Leone I (titolo cardinalizio)
San Leone I (in latino: Titulus Sancti Leonis I Papae) è un titolo cardinalizio istituito da papa Paolo VI il 5 febbraio 1965 con la costituzione apostolica Romanorum Pontificum morem. Il titolo insiste sulla chiesa di San Leone I, sita nel quartiere Prenestino-Labicano e sede parrocchiale dal 1952.
Dal 5 ottobre 2019 il titolare è il cardinale Cristóbal López Romero, arcivescovo di Rabat.

## Titolari
- Lorenz Jäger (25 febbraio 1965 - 1º aprile 1975 deceduto)
  - Titolo vacante (1975 - 1979)
- Roger Etchegaray (30 giugno 1979 - 24 giugno 1998 nominato cardinale vescovo di Porto-Santa Rufina)
  - Titolo vacante (1998 - 2001)
- Karl Lehmann (21 febbraio 2001 - 11 marzo 2018 deceduto)
- Sergio Obeso Rivera (28 giugno 2018 - 11 agosto 2019 deceduto)
- Cristóbal López Romero, dal 5 ottobre 2019